# Gustav Steinlein

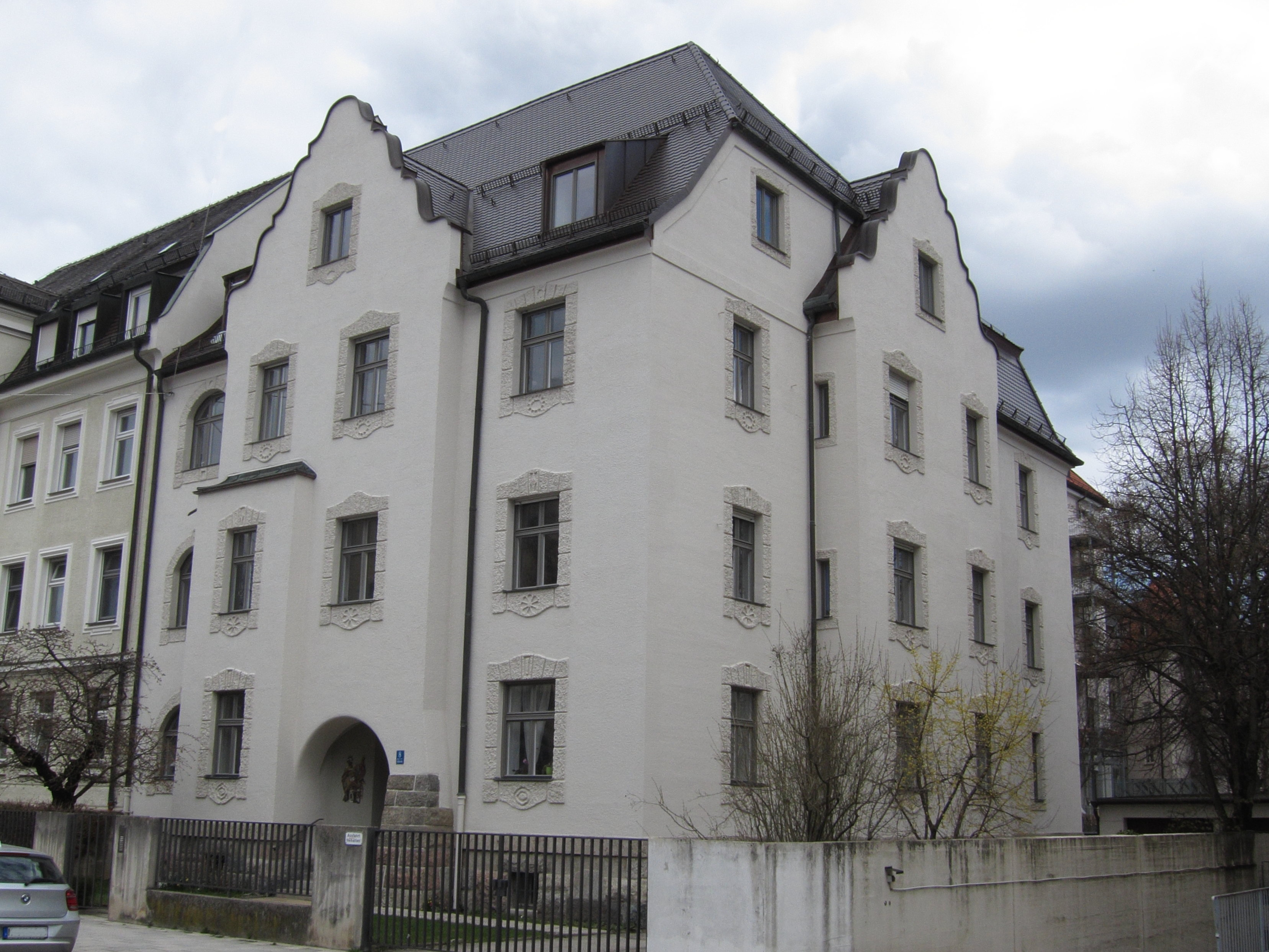
Mietshaus Güllstraße 8 in München (1905 von Gustav Steinlein, Baudenkmal)

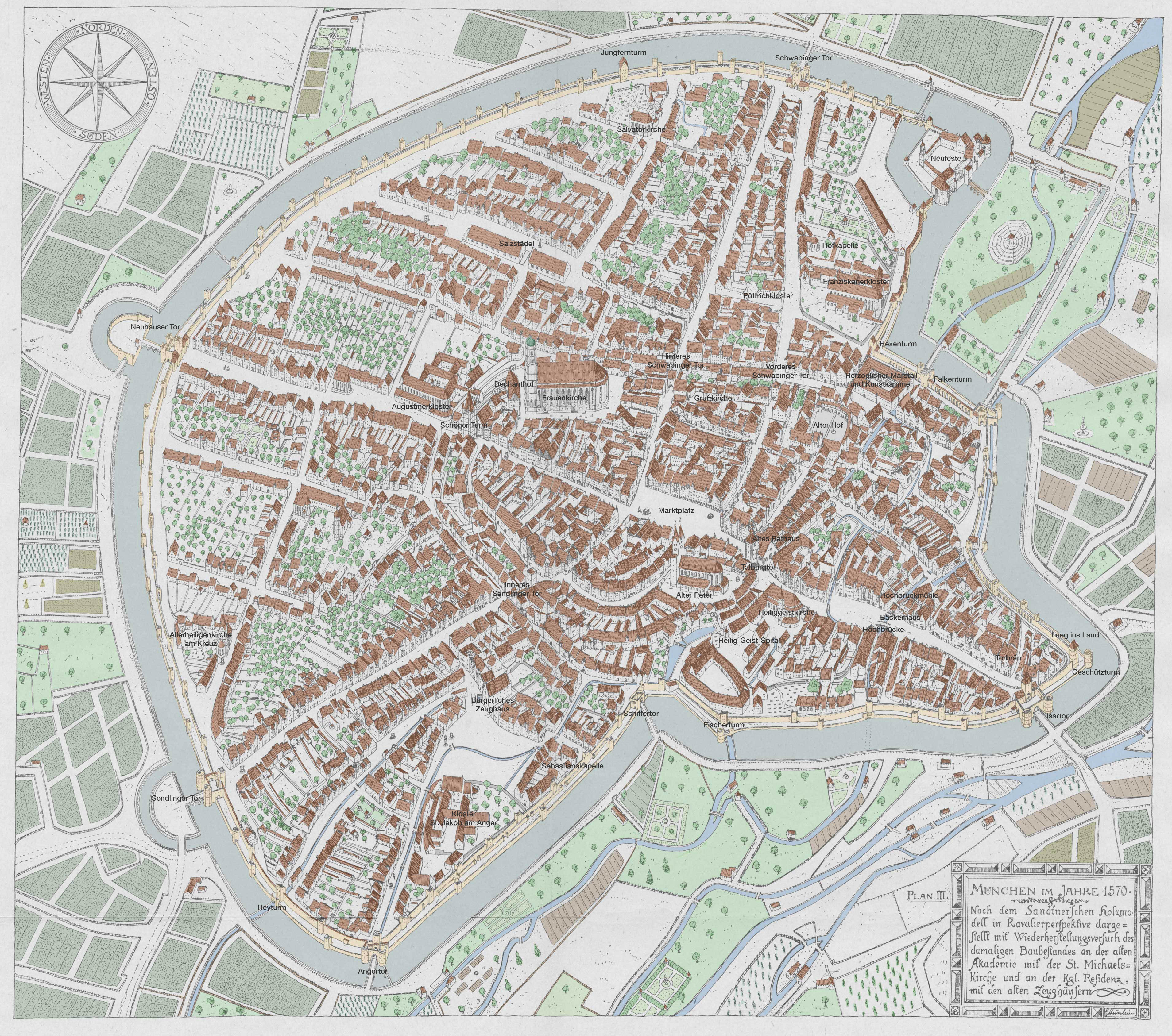
Gustav Steinlein: Stadtplan Münchens im Jahr 1570 auf Grundlage des Sandtnerischen Stadtmodells

Gustav Karl Heinrich Steinlein (* 14. Juni 1864 in Hersbruck; † nach 1937) war ein deutscher Architekt, Landesbaurat, Zeichner und Autor.

## Biografie
Steinlein wurde in Hersbruck geboren (nach anderen Quellen in Nürnberg). Er war der Sohn eines Notars, der bereits während seiner Kindheit verstarb. Zunächst besuchte er die Lateinische Schule in Hersbruck, dann die Königliche Kreis-Realschule und die Industrieschule in Nürnberg.
Danach studierte Steinlein in München an der seinerzeit noch so genannten Technischen Hochschule. 1886/1887 erhielt er als Student der dortigen Hochbauabteilung ein staatliches Stipendium. Ab 1891 war er als Assistent an der Technischen Hochschule tätig. 1918 erlangte er dort den Dr.-Ing. mit der Schrift „Die Baukunst Alt-Münchens, eine städtebauliche Studie über die Münchner Bauweise von der Gründung der Stadt bis Ende des 16. Jahrhunderts“, die er Gustav von Kahr widmete. Sie erschien 1920 im Bayerischen Heimatschutz und als gediegener Sonderdruck.
Ab 1892 arbeitete Steinlein für das Münchner Unternehmen „Zwislers Steingeschäft“ und ab 1912 leitete er mindestens 25 Jahre lang die daraus hervorgehende Zweigstelle München der Marmorindustrie Kiefer in Kiefersfelden. In letzterem Zeitraum war er auch Schriftleiter der Süddeutschen Bauzeitung (später Die Bauzeitung). Zudem wirkte er als freier Architekt in München. Als Autor und Architekturzeichner erlangte er vor allem durch seine Werke München im sechzehnten Jahrhundert und Die Baukunst Alt-Münchens Bekanntheit. Er beschäftigte sich intensiv mit dem Sandtnerischen Stadtmodell Münchens und fertigte Zeichnungen davon an.
Steinlein setzte sich für traditions- und materialgebundenes Bauen ein. Die „sachliche“ Bauweise der Nachkriegszeit lehnte er ab. Er war Mitglied im Deutschen Werkbund.
Für seine Verdienste auf dem Gebiet des Heimatschutzes wurde Steinlein 1912 vom Bayerischen Staatsministerium des Innern mit der Prinzregent-Luitpold-Medaille in Silber ausgezeichnet. 1926 wurde ihm der Titel Landesbaurat verliehen.

## Galerie

Steinleins Zeichnungen in: Die Baukunst Alt-Münchens (Auswahl)
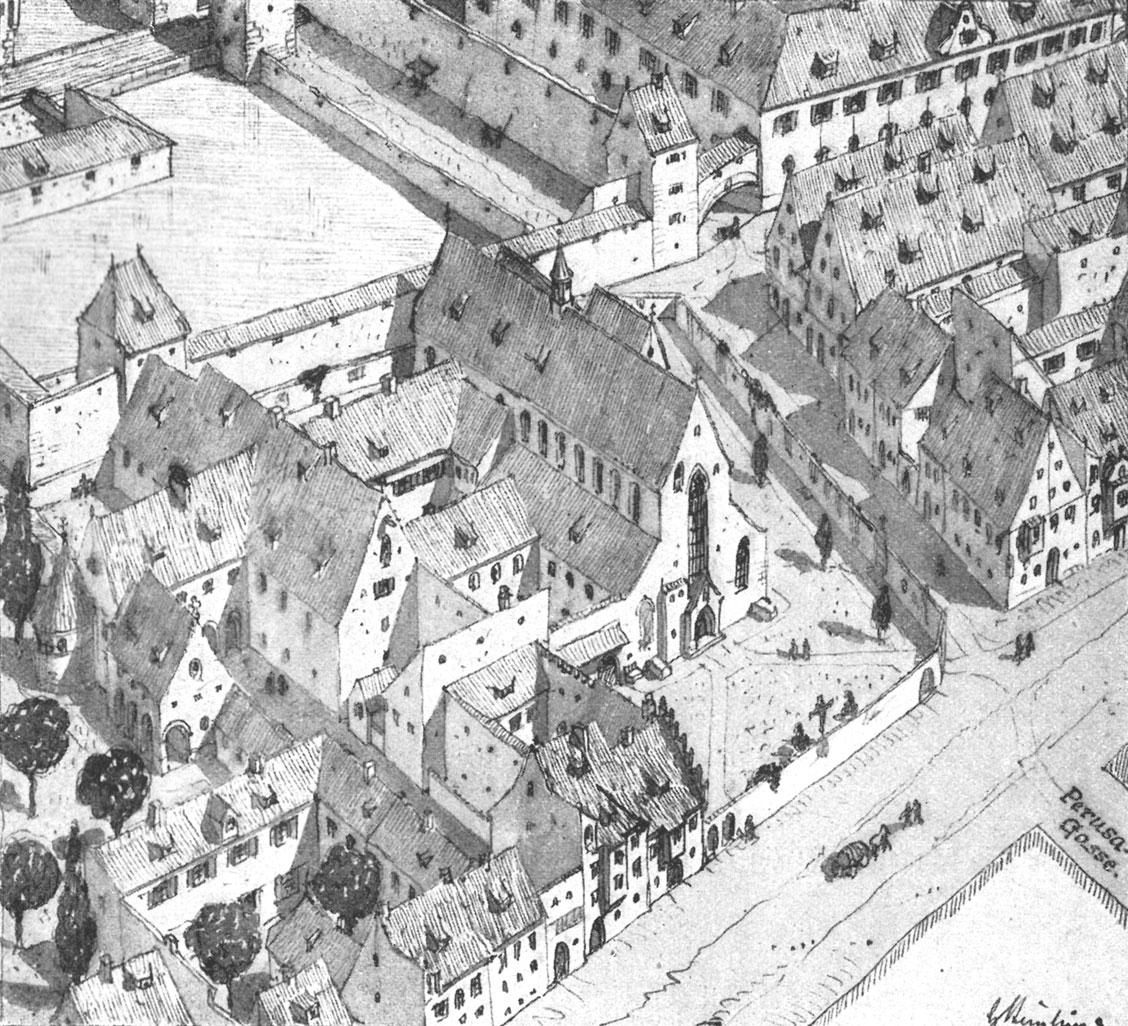
Franziskanerkloster
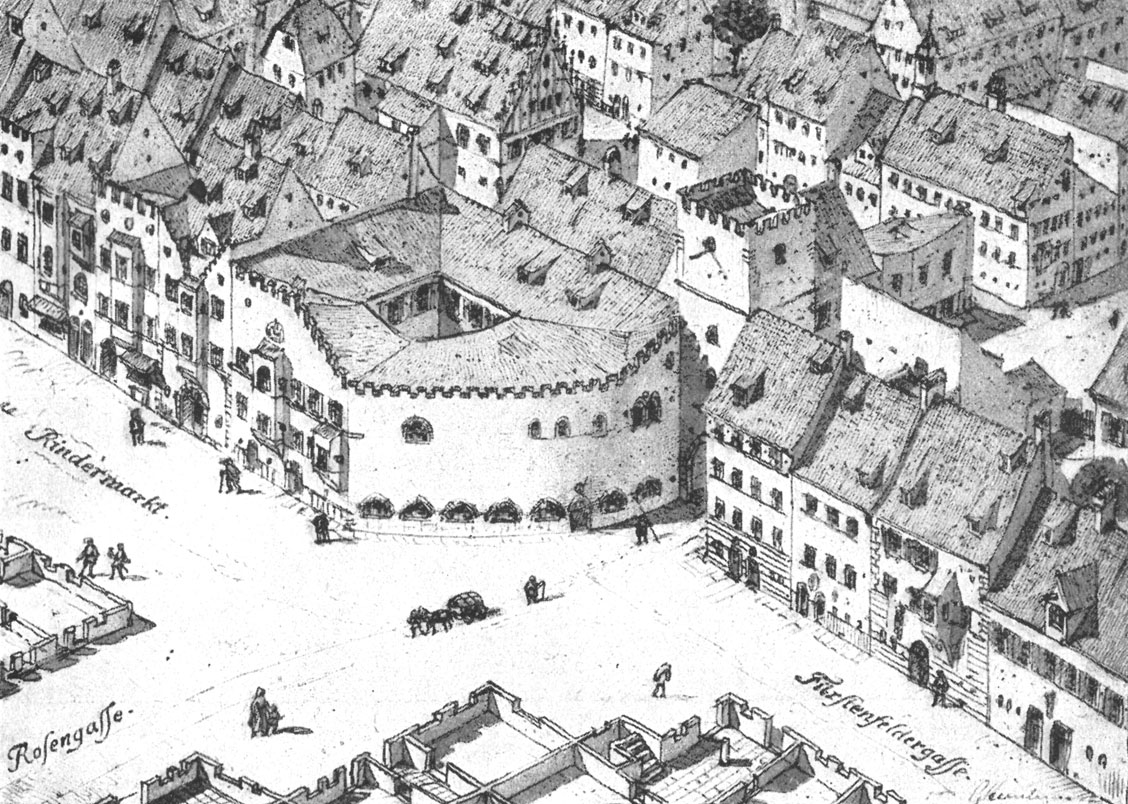
Innenseite des Inneren Sendlinger Tors
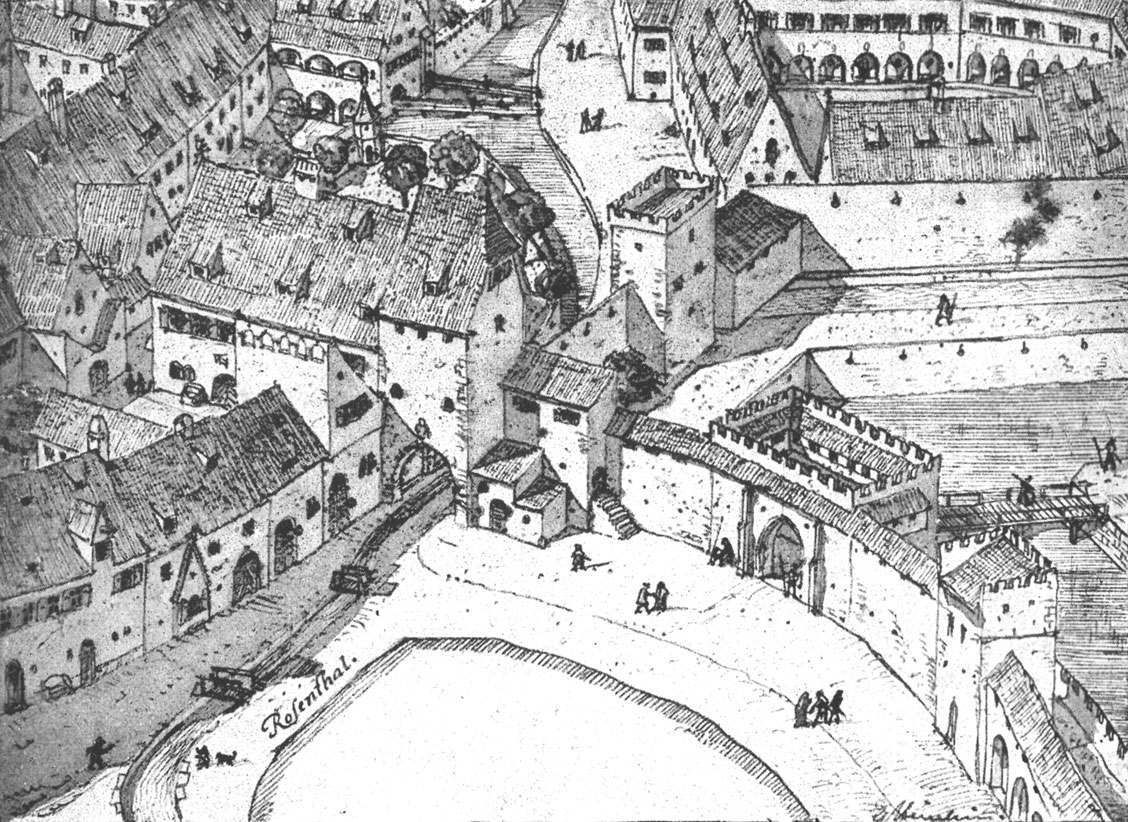
Schiffer- und Rosentor
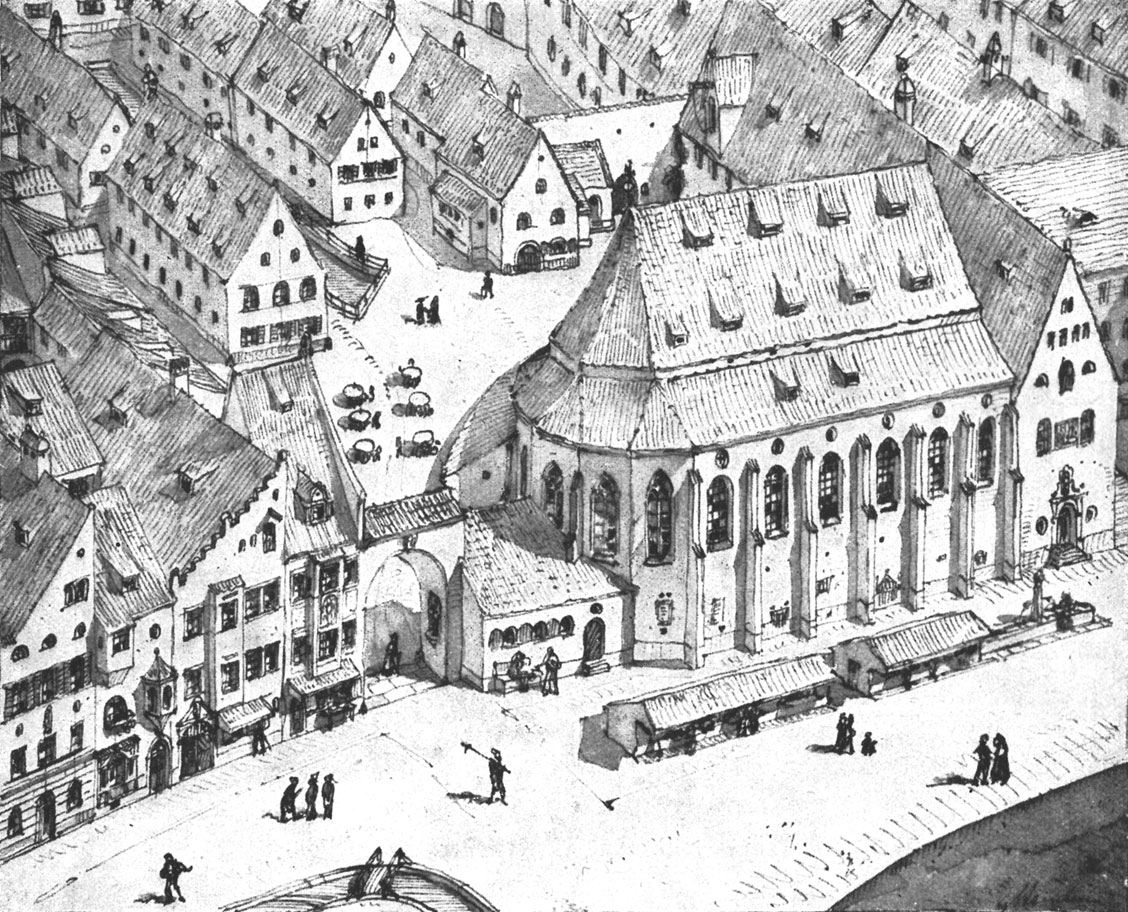
Heiliggeistpfarrkirche und Heiliggeistspital
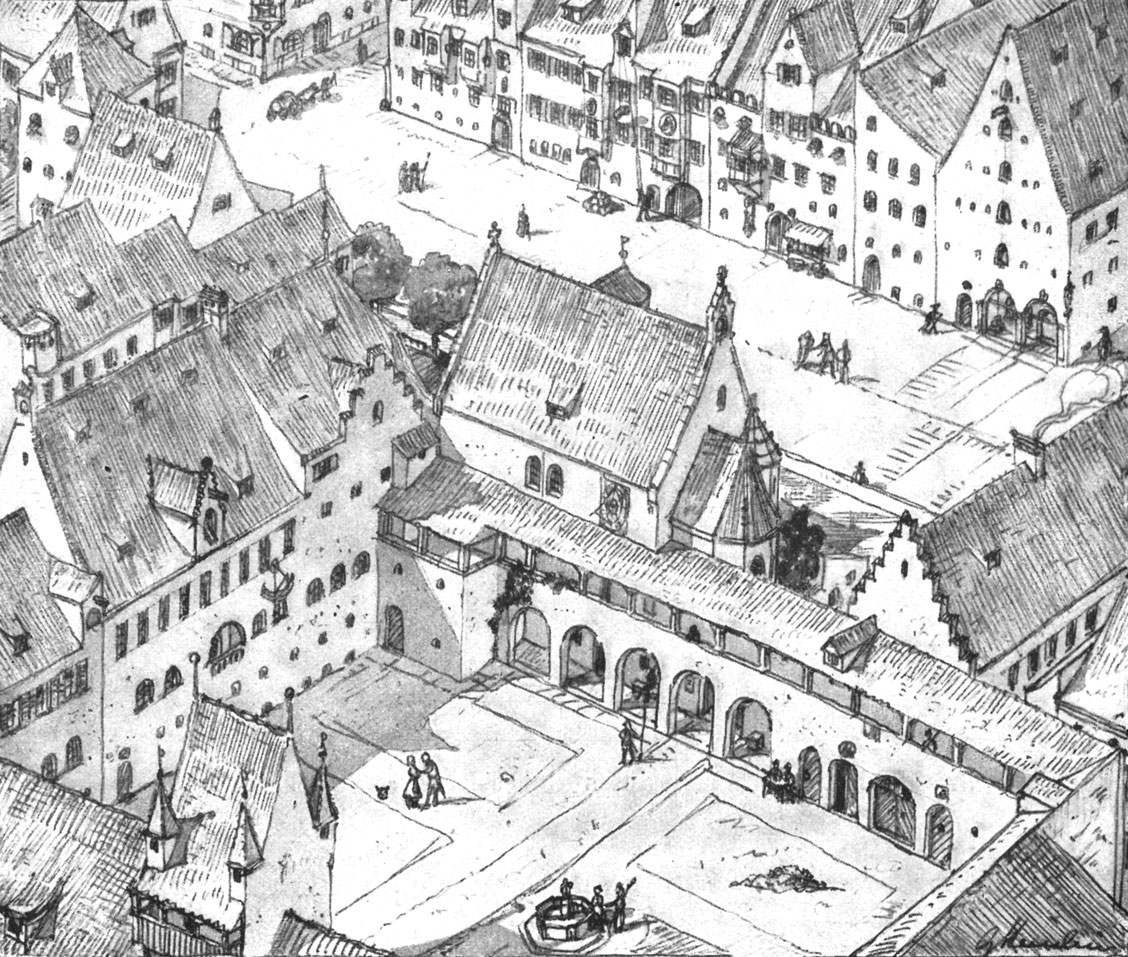
Alter Hof mit Lorenzkirche

## Bauten (Auswahl)
- Mietshaus in der Güllstraße 8, München-Ludwigsvorstadt, 1905, denkmalgeschützt
- Reihenhausgruppe aus drei Einfamilienhäusern in der Zielstattstraße 51, 53 und 55, München-Obersendling, 1909, denkmalgeschützt[12]

## Schriften
- Das Nürnberger Dach in Skizzen und Aufnahmen von Gustav Steinlein, Architekt. 1896.
- Altbayerische Gasthäuser : Zeichnungen und Aufnahmen alter Gastwirtschaften, Brauereien und Einkehren aus Altbayern, Tirol und der Wachau. 1940.
- München im sechzehnten Jahrhundert. 1910.
- Die praktische Verwendung der Marmore im Hochbau, deren Bearbeitung und Verkaufswert nebst Aufzählung der bekanntesten Marmorsorten: mit erläuternden Zeichnungen. 1900.
- Die Baukunst Alt-Münchens: eine städtebauliche Studie über die Münchener Bauweise von der Gründung der Stadt bis Ende des 16. Jahrhunderts. 1917.